# Ruth French Carnovsky
Ruth French Carnovsky (Geburtsname Ruth Calista French, Familienname ab 1935 Strout, ab 1967 Carnovsky, * 11. August 1906 in Chippewa Falls, Wisconsin; † November 2003 in Oakland, Kalifornien) war eine US-amerikanische Klassische Philologin und Bibliothekarin.

## Leben und Werk
Ruth Calista French zog 1909 mit ihrer Familie von Chippewa Falls nach De Pere (Wisconsin), wo sie die High School besuchte. Anschließend studierte Ruth French von 1924 bis 1928 Lateinische Philologie am Carroll College in Waukesha (Wisconsin). Gleichzeitig mit ihrem Bachelorabschluss, den sie mit 1928 Auszeichnung erhielt, gewann sie in einem Wettbewerb der Wisconsin Latin League ein Stipendium, das ihr ein Masterstudium an der Yale University ermöglichte. Dort studierte Ruth French von 1928 bis 1931 Klassische Philologie und Archäologie. Von 1932 bis 1934 absolvierte sie ein Promotionsstudium an der University of Illinois at Urbana-Champaign, wo sie unter der Leitung von William Abbott Oldfather ihre Dissertation verfasste. Am 1. Januar 1935 heiratete sie Donald E. Strout, einen weiteren Doktoranden bei Oldfather, mit dem sie gemeinsam einige Artikel für Paulys Realenzyklopädie der klassischen Altertumswissenschaft (RE) verfasste.
Von 1935 bis 1938 lebte Ruth French Strout in Hastings (Nebraska), wo ihr Ehemann als Professor arbeitete (am privaten Hastings College). 1938 nahm Ruth French Strout eine Dozentenstelle für Latein und Griechisch am Iberia Junior College in Iberia (Missouri) an, die sie bis 1942 innehatte. Von 1943 bis 1944 war sie Forschungsassistentin im Fachbereich Alte Geschichte an der Indiana University Bloomington. 1944 folgte Ruth French Strout dem Beispiel ihres Ehemannes und schlug die Bibliothekslaufbahn ein: Sie absolvierte ein einjähriges Studium der Bibliothekswissenschaft an der University of Minnesota, das sie 1945 mit dem Bachelor of Science abschloss. Ihre erste Arbeitsstelle erhielt sie kurz darauf an der Minneapolis Public Library.
1949 ging Ruth French Strout an die University of Denver, wo sie eine Stelle als Associate Professor am Ausbildungszentrum für wissenschaftliche Bibliothekare (Graduate School of Librarianship) erhielt. Von 1953 bis 1954 nahm sie dort Urlaub und ging als Gastprofessorin für Bibliothekswissenschaft an die Keiō-Universität in Tokio. Nach ihrer Rückkehr wechselte sie 1954 an die University of Chicago, wo sie ihre restliche Karriere verbrachte, zunächst als Assistant Professor und Dean of Students, ab 1960 als Associate Professor.
Ihre Ehe mit Donald Strout wurde im Juli 1953 geschieden. Am 7. Juni 1967 heiratete sie in zweiter Ehe in Glencoe (Illinois) den verwitweten Bibliothekar Leon Carnovsky (1903–1975) und nahm dessen Namen an. Nach ihrem Eintritt in den Ruhestand (1971) zog Ruth French Carnovsky mit ihrem Mann nach Oakland (Kalifornien).
Ihre wissenschaftlichen Veröffentlichungen standen anfangs unter dem Einfluss ihres Mentors William Abbott Oldfather, der sie zur Textkritik der griechischen und lateinischen Kirchenväter führte. In ihrer Doktorarbeit (1935) untersuchte Ruth French die griechischen Übersetzungen von Hieronymus’ (lateinischer) Vita Hilarionis; dieses Thema griff sie später (1943) in einem Sammelband von Oldfather wieder auf. In Bibliothekarskreisen trat sie ab den 1940er Jahren mit zahlreichen Aufsätzen hervor, die sich vor allem mit der Sacherschließung und Katalogisierung beschäftigten. 1966 veröffentlichte sie ein zweiteiliges Lehrbuch für das Fernstudium der Bibliothekswissenschaft; außerdem organisierte sie Fachkonferenzen an der University of Chicago und veröffentlichte deren Beiträge in Sammelbänden (1957, 1964).

## Schriften (Auswahl)
- The Greek Versions of Jerome’s Vita Sancti Hilarionis. Urbana, Illinois 1935 (Dissertation). Überarbeitete Fassung in: John Frank Cherf und andere (Herausgeber): Studies in the Text Tradition of St. Jerome’s Vitae Patrum. Urbana, Illinois 1943, S. 306–448.
- Organization of Library Materials: Library Science A54–55. 2 Teile, University of Wisconsin 1966.
- The Development of Subject Access to Literature. Los Angeles 1969.

Herausgeberschaft
- Toward a Better Cataloguing Code. Papers Presented Before the Twenty-first Annual Conference of the Graduate Library School of the University of Chicago, June 13–15, 1956. Chicago 1957.
- Library Catalogs: Changing Dimensions. The Twenty-eighth Annual Conference of the Graduate Library School, August 5–7, 1963. Chicago 1964.